# Edward Dutton (chercheur)
Pour les articles homonymes, voir Dutton et Edward Dutton.
Edward Croft Dutton (né en 1980 à Londres en Angleterre) est un intellectuel britannique. Il est titulaire d'un diplôme en théologie de l'université de Durham et d'un doctorat en études religieuses de l'université d'Aberdeen. Depuis 2019, il fait partie du Comité rédactionnel de la revue d'anthropologie Mankind Quarterly. 

## Travail académique
Edward Dutton a publié des travaux sur l'intelligence humaine, dont une étude co-écrite avec Richard Lynn qui conclut que les physiciens sont plus intelligents que les sociologues,. Il a étudié le QI moyen de la Finlande et tenté d'expliquer pourquoi, malgré un capital cognitif élevé, ce pays ne produisait que peu de lauréats du prix Nobel,. 
Edward Dutton était auparavant associé à l'université d'Oulu en Finlande et conserve le titre de docent à l'institution,. En 2012, il était employé comme professeur d'université. 
Il assiste aux conférences de Londres sur l'intelligence (LCI), lesquelles ont été accusées de promouvoir l'eugénisme. Edward Dutton est l'un des signataires d'un texte écrit en défense de la conférence et paru dans le journal scientifique Intelligence. Les auteurs reprochent aux journalistes leurs accusations de racisme et d'eugénisme. 
Edward Dutton défend la thèse du psychologue évolutionniste américain Kevin MacDonald, qui prétend que les Juifs sont génétiquement ethnocentriques, ce qui le pousseraient à favoriser des idées néfastes pour les autres groupes ethniques. L'article a été publié dans le journal scientifique Evolutionary Psychological Science en 2018 et a fait l'objet d'une controverse. Le rédacteur en chef de la revue, Todd K. Shackelford, défend son choix éditorial face à Steven Pinker, membre du comité de rédaction, qui considère que l'article est pseudoscientifique. 
Edward Dutton remet en question le lieu commun selon lequel les athées seraient plus intelligents que les croyants, et considère que l'athéisme peut être expliqué par l'accumulation de mutations délétères issues du relâchement de la sélection naturelle spécifique aux sociétés industrielles et postindustrielles. Il a coécrit un ouvrage de vulgarisation sur la baisse de l'intelligence dans lequel il prétend que les civilisations suivent un cycle spenglérien, modelé par le passage de la sélection de groupe à la sélection individuelle. 

## Livres
- 2008 : Meeting Jesus at University: Rites of Passage and Student Evangelicals, (Burlington, VT: Ashgate Publishers. Routledge)
- 2009 : The Finnuit: Finnish Culture and the Religion of Uniqueness, (Budapest: Akadémiai Kiadó)
- 2012 : Culture Shock and Multiculturalism, (Newcastle: Cambridge Scholars Publishing)
- 2014 : Religion and Intelligence: An Evolutionary Analysis, (London: Ulster Institute for Social Research)
- 2015 : avec Richard Lynn. Race and Sport: Evolution and Racial Differences in Sporting Ability, (London: Ulster Institute for Social Research)
- 2015 : The Ruler of Cheshire: Sir Piers Dutton, Tudor Gangland and the Violent Politics of the Palatine, (Northwich: Leonie Press)[18]
- 2016 : with Bruce Charlton. The Genius Famine: Why We Need Geniuses, Why They’re Dying Out and Why we Must Rescue Them, (Buckingham: University of Buckingham Press)
- 2018 : How to Judge People By What They Look Like, (Oulu: Thomas Edward Press)
- 2018 : J. Philippe Rushton: A Life History Perspective, (Oulu: Thomas Edward Press)[19]
- 2018 : avec Michael Woodley of Menie. At Our Wits’ End: Why We’re Becoming Less Intelligent and What it Means for the Future, (Exeter: Imprint Academic)
- 2019 : The Silent Rape Epidemic, (Oulu: Thomas Edward Press)
- 2019 : Race Differences in Ethnocentrism, (Budapest: Arktos)
- 2019 : Churchill’s Headmaster: The 'Sadist' Who Nearly Saved the British Empire (Melbourne: Manticore Press)
- 2020 : Islam: An Evolutionary Perspective, (Whitefish, MT: Washington Summit)
- 2020 : Making Sense of Race, (Whitefish, MT: Washington Summit)
- 2022 : avec J.O.A. Rayner-Hilles. The Past is a Future Country, The Coming Conservative Demographic Revolution (Exeter: Imprint Academic)
- 2023 : Breeding the Human Herd (Imperium Press)
- 2024 : Woke Eugenics (Imperium Press)
- 2025 : Shaman of the Radical Right : The Life and Mind of Jonathan Bowden (Imperium Press)

### Traductions en français
- Le Crépuscule de l’Intelligence : l'idiocratie en marche (avec Michael Woodley of Menie) (At Our Wits’ End: Why We’re Becoming Less Intelligent and What it Means for the Future, 2018), Alba Leone, 392 p., 2024  (ISBN 978-2970149378)

## Vie privée
Edward Dutton a écrit une biographie d'un parent éloigné, Sir Piers Dutton (en), intitulée The Ruler of Cheshire: Sir Piers Dutton, Tudor Gangland and the Violent Politics of the Palatine,. De nationalité britannique, il est marié à une Finlandaise avec laquelle il a eu deux enfants.